# Бакчиев, Талантаалы
Талантаалы Алымбекович Бакчиев (род. 2 декабря 1971, Маман, Иссык-Кульская область) — один из известных традиционных сказителей трилогии эпоса Манас — манасчы, член Национального Союза писателей Кыргызской Республики (с 2006 г.), Заслуженный деятель культуры Кыргызской Республики ( с 2018 г.), доктор филологических наук по специальности фольклористика (с 2018 г.), доцент, почётный профессор Иссык-Кульского университета имени К. Тыныстанова (с 2013 г.). Является одним из видных манасоведов — исследователей трилогии эпоса «Манас» и сказительского искусства. Президент Международной ассоциации манасологов (с 2014 г.), президент Государственного учреждения Кыргызской Республики "Национальная Академия "Манас" (с 13.12. 2021 г.), видный общественный деятель Кыргызской Республики. Член экспертной группы по делам нематериального культурного наследия киргизов при Министерстве культуры, информации, спорта и молодёжной политики Кыргызской Республики, главный редактор международного научного журнала "ЭПОС" (с 2022 г.), председатель редакционной коллегии серии изданий "EPIC" (с 2022 г.).

## Биография
Т. А. Бакчиев родился 2 декабря 1971 года в селе Маман Ак-Суйского района Иссык-Кульской области; выходец из племени Бугу, рода Арык и подрода Сарыкалпак.
В 1995 году экстерном окончил филологический факультет Иссык-Кульского Государственного университета имени К.Тыныстанова (1992—1995). Многие годы работал преподавателем по курсу киргизского языка и манасоведения в Международном университете Кыргызстана (1996—1999), Американском университете в Центральной Азии (1999—2007), Кыргызском Государственном техническом университете имени И.Раззакова (2007—2015), Кыргызском экономическом университете им. М.Рыскулбекова (с 2019), Академии Государственного управления при Президенте Кыргызской Республики (2019-2020), а также руководил Международным общественным фондом «Саякбай манасчы» (2014—2015).

## Творчество
В 2014 году впервые в истории Кыргызской Республики Т. А. Бакчиев инициировал, организовал и провел семисуточное, беспрерывное живое исполнение первой части трилогии эпоса «Манас» — «Манас», где участвовали семь сказителей из разных регионов Кыргызстана. Т. А. Бакчиеву сказительский дар приходит традиционным путём, путём сновидений и видений. Его духовным наставником в сказительском искусстве являлся выдающийся сказитель-манасчы Шаабай Азизов (1927—2004), который был потомственным сказителем эпоса «Манас». Т. А. Бакчиев — участник всесоюзных, международных и всемирных фестивалей сказителей и фольклора: Баку (1989), Улан-Батор (2002), С.-Петербург (2002), Термез (2002), Баку (2003), Будапешт (2004), Якутск (2008), Сан-Франциско (2011), Текес (2014), Якутск (2017), Талды-Курган (2018), Термез (2019), Бишкек (2006, 2012, 2015, 2017), Абакан (2020), Чимкент (2021).
По варианту Т. А. Бакчиева были изданы крупные эпизоды трилогии эпоса «Манас»: «Душевное раскаяние Алмамбета» (кирг. «Алмамбеттин жомогу») (2013), «Поминки по Манасу» (кирг. «Манастын ашы») (2013), общий объём которого составляет более 17 тысяч стихотворных строк.
В Золотом фонде Кыргызского общественного телерадио хранятся аудио- и видео-записи в исполнении крупных эпизодов трилогии эпоса «Манас». В Рукописном фонде НАН Кыргызской Республики хранятся записи эпизодов варианта Т. А. Бакчиева: «Мольба Джакыпа», «Поиски Кошоя», «Разведка Алмамбета», «Сказание Толтоя», «Приглашение к поминкам Кокетея» общий объём которых составляет более 5 тысяч стихотворных строк.
Изданы аудио- и видео-диски в исполнении сказителя, куда вошли крупные эпизоды трилогии эпоса «Манас».

## Награды и признание
- Лауреат Всесоюзных и Международных фольклорных фестивалей, участник дней культуры Кыргызстана (Ташкент, Якутск, Баку, Улан-Батор, Будапешт, Санкт-Петербург, Сан-Франциско, Киев, Львов, Абакан, Уфа)
- Отличник культуры Кыргызской Республики (2010)
- Отличник образования Кыргызской Республики (2013)
- Почётный гражданин Иссык-Кульской области (2014)
- Почётный знак «За заслуги в развитии культуры и искусства» (16 апреля 2015 года, Межпарламентская ассамблея СНГ) — за значительный вклад в формирование и развитие общего культурного пространства государств — участников Содружества Независимых Государств, реализацию идей сотрудничества в сфере культуры и искусства[3]
- Заслуженный деятель культуры Кыргызской Республики (2018)
- Почётная грамота Кыргызской Республики (2011),
- Почетная грамота Жогорку Кенеша (Парламента) Кыргызской Республики (2018);
- Почётная грамота Правительства Кыргызской Республики (2 декабря 2016 года) — за выдающийся вклад в развитие национальной культуры, сохранение и укрепление духовных и культурных ценностей кыргызского народа, изучение и популяризацию народного эпоса «Манас»[4];
- Благодарность Главы Республики Саха (Якутия) РФ (2021);
- Именные часы Президента Кыргызской Республики (3 декабря 2021 года) — за вклад в развитие национальной культуры, сохранение и укрепление духовных и культурных ценностей кыргызского народа, а также в связи с празднованием Дня эпоса «Манас» в Кыргызской Республике[5];
- Именные часы от имени Премьер-министра Кыргызской Республики (18 января 2016 года) — в знак признания особых заслуг в развитие и пропаганду музыкального искусства[6];
- Появился в международных исследованиях эпоса.[7][8][9]